# Андхра-Прадеш
А́ндхра-Праде́ш (телугу ఆంధ్ర ప్రదేశ్, «Регион андхра», IAST: Āndhra Prādesh, урду آندھرا پردیشо файле, хинди आन्ध्र प्रदेश, англ. Andhra Pradesh) — один из 29 штатов Индии, расположен вдоль юго-восточного побережья страны. Столица — город Амаравати. Андхра — название народа, жившего здесь в начале нашей эры.

## География
Площадь территории 275 069 км² (4-е место). Штат занимает восточную часть плоскогорья Декан и равнины к востоку от Восточных Гхат. Восточные Гхаты пересекают Андхра-Прадеш с севера на юг и делят на две части, покрыты тропическими лесами. На плоскогорье Декан растительность более редкая, представлена кустарниками. Запад и юго-запад штата имеет более засушливый климат. Прибрежные равнины представляют собой главный сельскохозяйственный регион. Климат значительно зависит от региона, муссоны оказывают влияние на всю территорию штата. Температуры на восточных равнинах обычно немного выше, по сравнению с другими районами.
Основные реки: Годавари, Кришна, Пеннар (англ.) и Тунгабхадра.

## История
1 октября 1956 года из штата Мадрас был выделен штат Андхра. Выделение штата стало результатом борьбы за защиту интересов телугуязычного населения штата Мадрас. Столицей штата Андхра стал город Карнул.

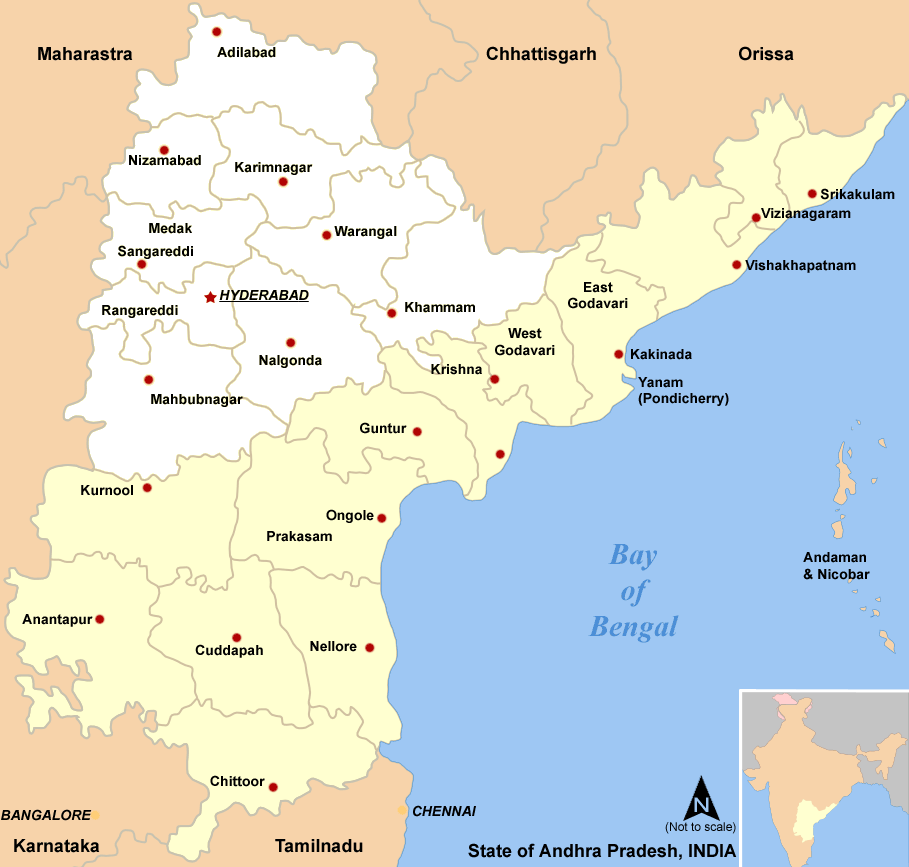
Андхра-Прадеш (жёлтый) и Телингана (белый) после разделения

Комиссия по реорганизации штатов рекомендовала сохранить штат Хайдарабад в качестве самостоятельной административной единицы, однако 1 ноября 1956 года в результате джентльменского соглашения был образован штат Андхра-Прадеш путем слияния штата Андхра с телугоязычной частью штата Хайдарабад. Столицей нового штата стал Хайдарабад. Маратхоязычная часть штата Хайдарабад была объединена со штатом Бомбей, каннадоязычная — со штатом Майсур.
19 ноября 1977 года на побережье Андхра-Прадеш обрушился один из самых смертоносных тропических циклонов в истории Индии, который унёс жизни от 10 до 50 тысяч человек.
Акт о реорганизации штата Андхра-Прадеш, 2014
14 февраля 2014 года парламентом Индии был одобрен законопроект о реорганизации штата Андра-Прадеш путём выделения из его состава 10 округов, образовавших новый штат — Телингана. 2 июня 2014 года после утверждения Президентом Индии закон вступил в силу: штат Телингана стал 29-м штатом Индии. С момента реорганизации штата и до 22 октября 2015 года Хайдарабад выступал в роли столицы обоих штатов. 22 октября 2015 года, после заседания кабинета министров, на котором было принято единогласное решение, главный министр Найду объявил о выборе Амаравати в качестве места для строительства новой столицы.

## Политика
На выборах в ассамблею штата в 2004 году, проходивших параллельно с выборами в Лок Сабху, Индийский национальный конгресс одержал убедительную победу над правившей до этого региональной партией Телугу Десам (союзницей Бхаратия Джаната Парти по Национальному Демократическому альянсу) во главе с Чандрабабу Найду. Исполнительная власть в штате находится в руках главного министра (Chief minister).
В 1991-96 премьер-министром Индии был выходец из штата Памулапарти Венката Нарасимха Рао (ИНК), телугу по национальности.

## Население
Официальным языком штата является телугу, на нём говорят 83 % населения. Среди других языков представлены: урду (8,63 %), хинди (3,23 %), тамильский (1,01 %), маратхи (0,8 %), каннада (0,74 %), ория (0,44 %), малаялам (0,08 %). Телугу — основная этническая группа Андхра-Прадеш, относится к дравидам.
88,3 % населения штата — индуисты (культ Вишну), 9,16 % — мусульмане, 1,7 % — христиане.
В 6 городах штата население превышает 1 млн жителей, в ряде городов население приближается к этому порогу. Ниже представлен список крупнейших городов штата по состоянию на 2007
—2010 гг.
1. Вишакхапатнам — 3 845 000 чел.
2. Виджаявада — 1 411 100 чел.
3. Тирупати — 1 237 000 чел.
4. Гунтур — 1 025 000 чел.
5. Раджамандри — 968 000 чел.
6. Неллуру — 827 000 чел.

Динамика численности населения (в скобках данные без Теланганы):
- 1961: 35 983 000 чел.
- 1971: 43 503 000 чел.
- 1981: 53 550 000 чел.
- 1991: 66 508 000 чел.
- 2001: 75 727 000 чел.
- 2011: 84 655 533 (49 386 799 ) чел.

## Административное деление

Округа Андхра-Прадеша на 2010 год

До 2 июня 2014 года штат делился на 24 округа, после 10 округов образовали новый штат Телангана. Округ Хайдарабад стал столичным для обоих штатов.
- Адилабад *
- Анантапур
- Варангал *
- Визианагарам (создан в 1979 году)
- Вишакхапатнам
- Восточный Годавари
- Гунтур
- ЕСР (Кадапа)
- Западный Годавари
- Каримнагар *
- Кришна

- Курнул
- Кхаммам (создан в 1953 году) *
- Махбубнагар *
- Медак *
- Налгонда *
- Неллуру
- Низамабад *
- Пракасам (создан в 1970 году)
- Рангаредди (создан в 1978 году) *
- Хайдарабад *
- Читтур
- Шрикакулам

## Экономика
Основным источником дохода экономики штата служит сельское хозяйство. Основные культуры: рис, сахарный тростник, хлопок, красный перец, манго и табак. Реки активно используются для орошения, имеется ряд ирригационных проектов, некоторые из которых уже в стадии развития.
Сервис занимает 43 % ВВП штата и 20 % всех рабочих мест.
Андхра-Прадеш занимает второе место в Индии по богатству полезными ископаемыми. Здесь находится треть всех индийских запасов известняка, которые оцениваются почти в 20 миллиардов тонн. Имеются также крупные месторождения природного газа и угля.
В последнее время быстрыми темпами развиваются ИТ-отрасли, в 2006—2007 годах штат экспортировал 14 % всего индийского программного обеспечения и занимал по этому показателю четвёртое место по стране.

## Транспорт

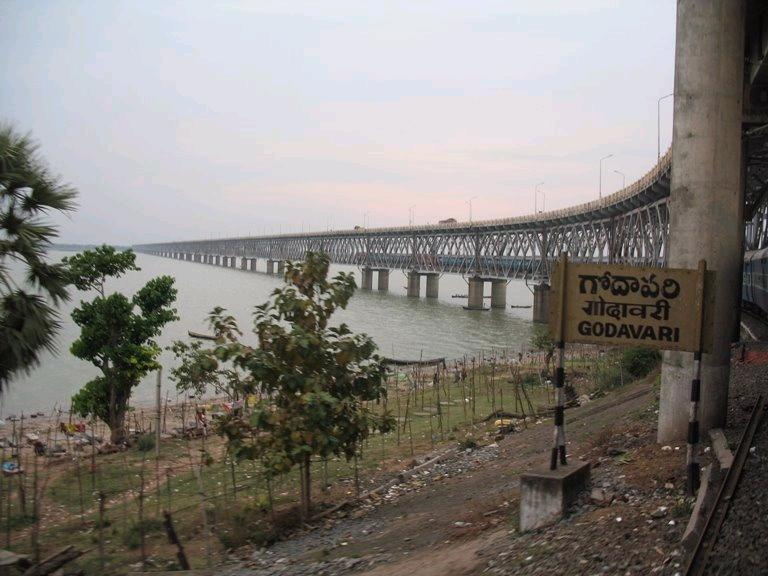
Мост через реку Годавари

Сеть автомобильных дорог штата составляет 146 944 км. Главная компания общественного транспорта штата — APSRTC (Andhra Pradesh State Road Transport Corporation), зафиксирована в Книге рекордов Гиннесса как крупнейший автобусный оператор в мире. Автобусы связывают все города и большинство сельских районов Андхра-Прадеш.
Железные дороги штата относятся к юго-центральной и восточной прибрежной зонам индийских железных дорог.
Имеются аэропорты в городах: Вишакхапатнам, Виджаявада, Раджамандри и Тирупати. Крупные порты — в городах Вишакхапатнам и Какинада.

## Культура

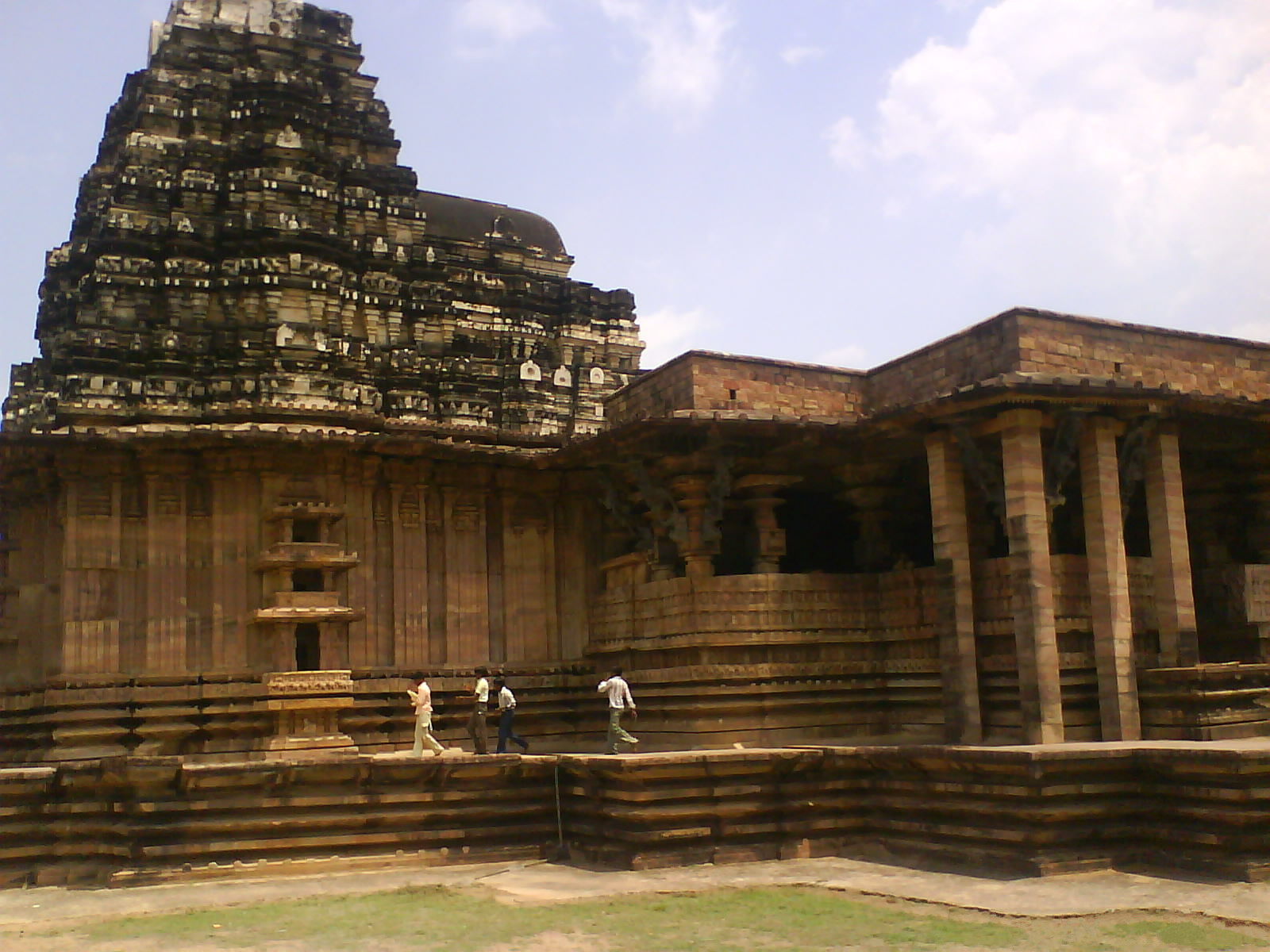
Храм Рамаппа
(77 километров от Варангала)

Большинство населения штата — вайшнавы. В штате очень большое влияние имеет сампрадая Рамануджи — большинство храмов штата традиционно поддерживается брахманами именно Шри-сампрадаи. Поэтому на стенах храмов можно увидеть характерный символ этой сампрадаи, сыгравшей революционную роль в развитии индуизма — тилак в форме стопы Вишну, но не узкий, как принято в Гаудия-сампрадае, а более широкий.
В храмах Рамануджа-сампрадаи обычно тепло относятся к западным вайшнавам. В штате много и шиваитов. Также в штате есть места, священные для буддистов, в которых проживают буддисты.

## Достопримечательности

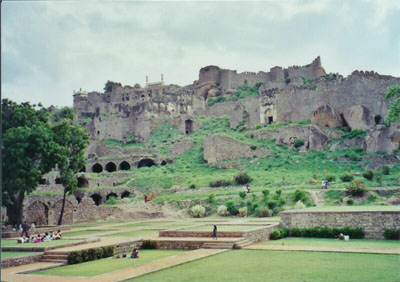
Крепость Голконда

В штате расположено множество религиозных и паломнических достопримечательностей.
Храм Тирумалы Венкатешвары в городе Тирумала, округ Читтур — важное место паломничества индусов со всей Индии. Другое важное место — храм Симхачалам, расположенный на холме в 20 км к северу от Вишакхапатнама.
Индийский космодром Шрихарикота расположен на одноимённом острове, принадлежащем штату Андхра-Прадеш.

## Образование
В Андхра-Прадеш имеется более 20 высших учебных заведений.